# 日産・アージ
アージ (URGE)は、2006年の北米国際オートショーにて日産自動車が発表した、タルガトップ型のスポーツカーのコンセプトカーである。
アージ（Urge）とは、英語で「駆り立てる」という意味がある。
「デザイン・エクササイズ」と呼ばれるこの車のデザイン要素の多くは、約2,000人の若い自動車愛好家やビデオゲーム愛好家を対象としたインターネット調査の影響を受けている。例えばステアリングホイールはF1スタイルで、MP3オーディオプレーヤーと携帯電話用のドッキングステーションが装備されている。この他にも多くの希望を取り入れて企画・設計されている。特に目立つのは、Xbox 360のコンソールを内蔵していることである。ドライバーが運転操作をオフにしてゲームシステムをアクティブにすると、バックミラーから画面が折りたたまれ、ステアリングホイールとペダルがゲームコントローラーになり、ゲームのオーディオが車両のオーディオシステムから再生される。
加えて、爽快感のある運転を楽しんでもらいたいという想いから、エンジンや座席がオートバイのようなむき出しの外観になっている。そのため、オープンカーのスタイリングとなっており、スワンドアを採用し、ルーフは折りたたみ式で収納可能な、手動操作のキャンバストップである。
しかしながら、安全性についても抜かりない。ボディは、エンジンルームからインテリアのセンターコンソールまで続く、広範なアルミニウム製のケージ構造になっており、助手席側エアバッグの一体化なども取り入れた。
これだけ多機能でありながら、レーシングカーのようなインテリアと軽量化を現実的なレベルで目指している。また、エンジンは高速・高回転かつ小排気量なものであり、足回りはホイールベースやブレーキシステムなどフェアレディZと共通している部分が多い。
量産までには届かなかったものの、フェアレディZやGT-Rよりも手頃な価格（2万ドル帯）のスポーツカーを表現することを目標としていた。
当時の日産デザインアメリカの副社長であるブルース・キャンベルによるとこのコンセプトは、将来自動車に求められるであろう単なる移動手段としての役割だけでなく、ソーシャルスペース、パーソナライゼーション、フレキシビリティを備えているクルマであると述べている。

## 関連車種
- 日産・ハイパーフォース・・・「クルマの中でゲームがプレイできる」という点で共通している。
- ケータハム・セブン・・・レーシングカー然としたインテリアやリア周りのデザインが似ているほか、座席がむき出しの外観という点で類似している。